# Le Chant du Nil
Pour les articles homonymes, voir The Barbarian.
Pour plus de détails, voir Fiche technique et Distribution.
Le Chant du Nil (The Barbarian) est un film américain réalisé par Sam Wood, sorti en 1933.

## Synopsis
Une jeune femme américaine, Diana Standing est en visite au Caire, capitale de l'Égypte, en compagnie de son oncle Cecil et la tante Powers afin de rejoindre son fiancé Gerald, ingénieur dans un chantier naval. Elle fait la connaissance de Jamil, un guide touristique travaillant dans un hôtel et pillant occasionnellement les richesses de jeunes touristes qu'il séduit. Jamil tombe sous le charme de Diana et tente de gagner sa confiance. Il lui fait découvrir certains sites du Caire tout en essayant en vain d'éloigner la jeune femme du lieu où elle devait retrouver son fiancé. Jamil se fait engager comme valet de chambre dans l'hôtel où Diana s'est installée.
Elle rejoint son fiancé Gérald qui doit repartir après avoir été chargé d'une mission par son associé Achmed Pasha, lui-même obsédé à l'idée de posséder la jeune femme. Jamil épie cette dernière et tente par tous les moyens de l'approcher. Diana est déconcertée et angoissée. La nuit, il parvient par un subterfuge à s'introduire dans sa chambre et lui fait la cour. Dans un moment de passion, Diana et Jamil échangent un baiser avant que ce dernier soit congédié.
Pour se rassurer, la jeune femme décide de rejoindre son fiancé à son chantier naval et s'engage dans une expédition dans le désert. Jamil parvient à la retrouver et en profite pour la subjuguer en lui chantant un air envoûtant. Il parvient à l'embrasser une nouvelle fois. D'abord consentante, Diana le repousse et le blesse au visage avec l'aide d'une cravache. Peu après, elle se rend dans un palais où se trouve Achmed Pasha. Celui-ci tente de la posséder et la brutalise devant son refus. Jamil parvient à la sauver et l'emmène loin dans le désert. Attaqué par les hommes d'Achmed Pasha, Jamil les tue un par un. Il malmène ensuite Diana et la force à marcher sur le sable brûlant. La nuit, épuisée, elle subtilise un poignard et tente de l'attaquer. Il la maîtrise sans difficulté et la viole.
Au matin, il lui révèle qu'il est un prince en réalité et qu'il veut l'épouser. Diana semble à nouveau envoûtée. Elle accepte mais le jour du mariage, elle refuse. Humilié, Jamil la fouette puis accepte qu'elle retourne libre au Caire pour se marier avec Gerald. Diana comprend cependant qu'elle est attirée par lui. Elle rompt ses fiançailles avec Gérald et décide de fuir dans le désert avec Jamil, renonçant du même coup à son mode de vie occidental. En lune de miel sur le Nil, elle lui annonce que sa mère était égyptienne.

## Fiche technique
- Titre : Le Chant du Nil
- Titre original : The Barbarian

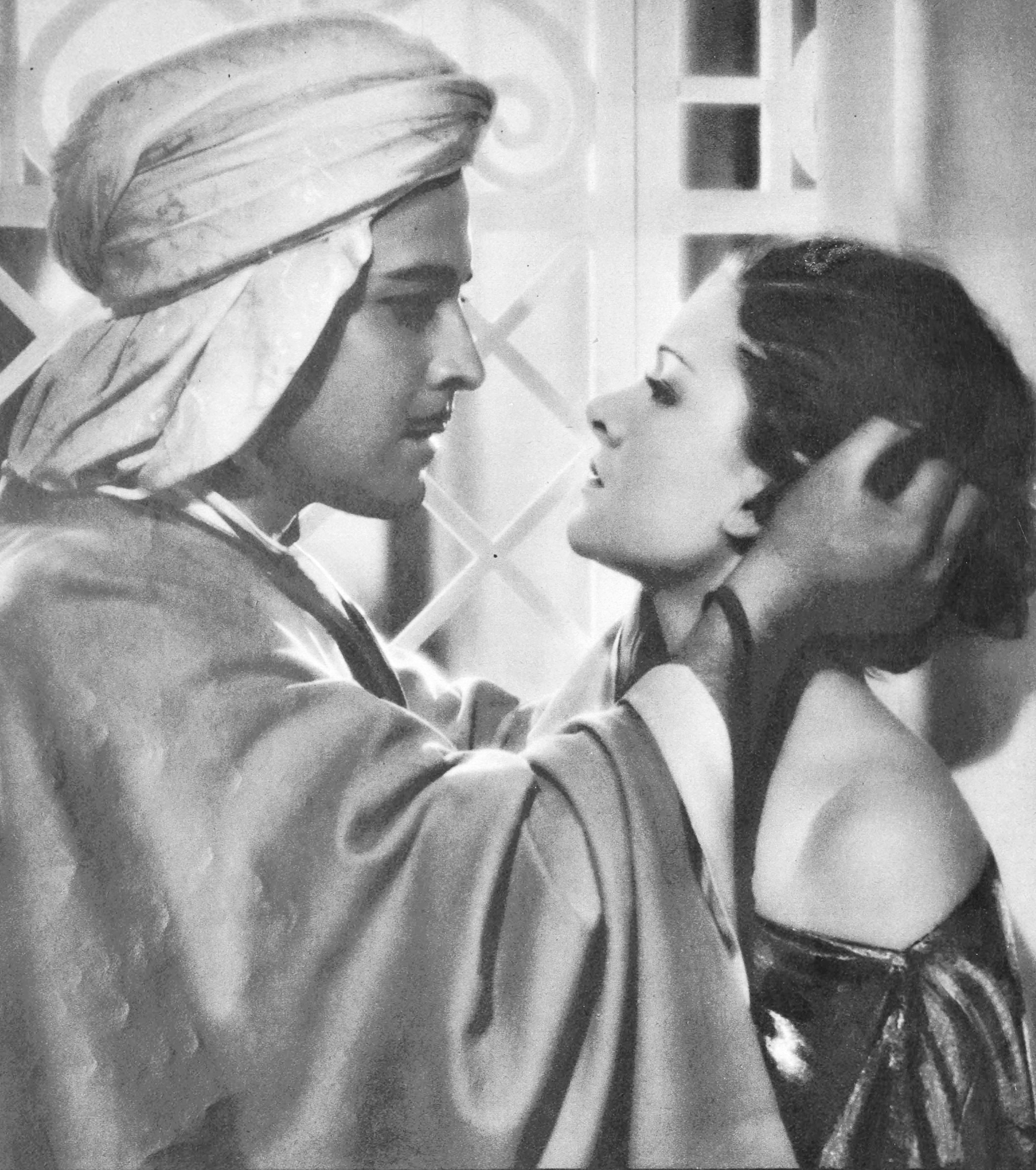
Ramon Novarro et Myrna Loy

- Titre de travail : Man of the Nile[1]
- Réalisation : Sam Wood, assisté de John Waters (non crédité)
- Scénario : Elmer Harris, Anita Loos, d'après la pièce The Arab d'Edgar Selwyn
- Photographie : Harold Rosson, assisté notamment de Lester White (deuxième cadreur, non crédité)
- Montage : Tom Held
- Costumes : Adrian
- Musique : Herbert Stothart
- Son : Douglas Shearer
- Direction artistique : Cedric Gibbons[1]
- Production : Sam Wood
- Production associée : Bernard H. Hyman
- Société de production : Metro-Goldwyn-Mayer
- Distribution : Metro-Goldwyn-Mayer
- Genre : Drame
- Langue originale : anglais
- Pays de production :  États-Unis
- Format : Noir et blanc
- Budget : 447 000 $[1]
- Durée : 82 min (neuf bobines)[1]
- Dates de sortie :
  - États-Unis : 12 mai 1933, au Capitol Theater, New York
  - France : 20 octobre 1933
- Box-office[1] :
  - États-Unis : 337 000 $
  - Hors États-Unis : 506 000 $

## Distribution
- Ramón Novarro : Jamil El Shehab
- Myrna Loy : Diana Standing

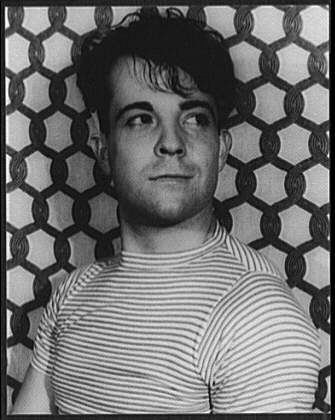
Ramón Novarro joue le rôle de Jamil El Shehab.

- Reginald Denny : Gerald Hume, fiancé de Diana
- Charles Aubrey Smith : Cecil Harwood
- Edward Arnold : Achmed Pasha
- Louise Closser Hale : Powers
- Blanche Friderici : Mme Hume, mère de Gerald
- Marcelle Corday : Marthe, servante de Diana
- Hedda Hopper : Mme Loway, touriste américaine
- Michael Visaroff : Le colonel égyptien
- Albert Conti (non crédité) : Le directeur du restaurant
- Akim Tamiroff (non crédité)

## Critique
- New York Daily News, le 13 mai 1933 : « Ramón Novarro mérite d'être salué pour son rôle dans le film en raison de sa superbe interprétation d'un guide égyptien impertinent qui ne se laisse arrêter par aucun scrupule pour obtenir ce qu'il désire. Les points faibles du film sont le caractère artificiel de l'histoire et la réalisation médiocre, mais ces défauts sont éclipsés par le subtil jeu d'acteur de Novarro, appuyé par celui de Myrna Loy, et par les scènes de désert fascinantes »[1],[2].

## Autour du film
- Tournage du film en février 1933[3].

- Remake du film The Arab (1924), interprété par le même Ramon Novarro [4].

- Titre alternatif : Une nuit au Caire.

- Un tremblement de terre eut lieu à Los Angeles, obligeant la production à interrompre le tournage [5].

- Dans une scène où Myrna Loy se baignait alors que des domestiques lui lançaient des pétales de rose, certains critiques crurent qu'elle était réellement nue. Dans son autobiographie, elle précisa qu'elle portait un maillot de bain complet, fluorescent[6].

- Tourné avant l'instauration du Code Hays, le film traite l'érotisme de manière explicite tout en gardant une distance dans les scènes. Il est montré ici un oriental (Jamil) obsédé à l'idée de posséder une américaine (Diana). Le voyeurisme est de rigueur dans la scène de l'hôtel où Jamil épie Diana, tentant de poser sa main sur elle. Il finit par s'introduire dans sa chambre. Jamil El Shahib parvient à l'embrasser et tente de passer la nuit avec elle. Dans un moment de passion, Diana échangera un long baiser avec lui avant de le congédier. Dans la scène du désert, après une longue marche, Jamil parvient à coucher avec Diana Standing (scène suggérée) même si le film le présente comme un viol [7].

- L'entente entre Myrna Loy et Ramón Novarro était tel que les tabloïds crurent qu'ils avaient une liaison sentimentale. Le studio envisagea même de les unir civilement avant de renoncer face aux protestations des deux stars. Ils s'étaient liés d'amitié et l'histoire de la liaison ne tint pas la route en raison aussi de l'homosexualité de Ramon Novarro qui était connue dans le milieu[8]. Pour l'actrice ce fut toutefois une couverture pour cacher sa liaison tumultueuse avec le flambeur Titanic Thompson qu'elle fréquentait pendant le tournage, sortant même indemne d'un accident de voiture mais dont elle réussit à passer sous silence [9]. Le scandale fut évité alors que Titanic Thompson, qui récolta une légère blessure qui lui laissa une cicatrice sur le front, écrivit plus tard avoir couché avec Myrna Loy peu avant l'accident [10],[11].

- Pour ne pas troubler les mœurs de l'époque - qui ne tolérait pas les relations interraciales entre une Américaine et un arabe - les scénaristes ont rajouté un dialogue amenant Diana Standing à révéler à Jamil que sa mère était Égyptienne[4].

- Pour les scènes d'action, Ramon Novarro a été doublé par le cascadeur Artie Ortego [12].